# Michał Polanowski
Michał Polanowski (ur. 8 listopada 1983 w Toruniu) – polski sportowiec, Mistrz Europy Formuły Windsurfing 2016, kilkukrotny Mistrz Polski w kategorii Formuła Windsurfingu oraz przedsiębiorca, założyciel firm fotowoltaicznych i wiatrowych, promujących czystą energię.

## Życiorys

### Windsurfing
W 2001 został Mistrzem Świata Juniorów FWC 2001 w Ostii (Rzym), kolejnym wielkim międzynarodowym sukcesem było zdobycie tytułu Mistrza Europy FWC 2016 w łotewskiej Liepaji. Na arenie krajowej został kilkukrotnym Mistrzem Polski w kategorii Windsurfing Formuła Slalom.

### Odnawialne Źródła Energii (OZE)
Aktualnie Michał Polanowski wypełnia swoją wizję promowania i realizacji przedsięwzięć przyjaznych dla środowiska. Jako przedsiębiorca z kilkunastoletnim doświadczeniem aktywnie wspiera zdrowy tryb życia oraz ekologię. Pracuje on również nad realizacją projektów odnawialnych źródeł energii o łącznej mocy 2 000 MW.